# La Empalizada

The Pale: la zona que comprendía La Empalizada, en 1450.

La Empalizada (en inglés, English Pale; en irlandés, An Pháil o An Pháil Sasanach), consistía en una región fortificada que construyeron los ingleses a finales de 1400, en los alrededores de Dublín, a efectos de protegerse contra la incursión de los nativos de la isla de Irlanda. Con una extensión de 20 millas, abarcaba desde el sur en Dalkey, hasta una guarnición acuartelada en Dundalk, al norte de Drogheda. La frontera interior llegaba hasta Leixlip (Kildare), hasta Trim y, por el Norte, hasta Kells. Algunas de las tierras del distrito, cuyos pueblos son conocidos como Townlands, tienen en la actualidad un nombre inglés e incluso francés. 
La zona tras la que se encontraba La Empalizada consistía en terrenos fértiles y llanos, los cuales facilitaban la defensa de la guarnición. A través del comercio y de la administración, una versión de la lengua inglesa se convirtió en la lengua oficial de facto de la región. Su derivado moderno más cercano es el acento que tienen los nativos de la provincia de Fingal. Hasta el siglo XV, fue el único sector de Irlanda bajo la autoridad del rey inglés: el resto de los señoríos de la isla se limitaban a pagar un tributo a la corona como todo reconocimiento a la autoridad inglesa. La situación no cambió hasta la conquista del ducado de Kildare por parte de la casa Tudor.

## Etimología
La palabra Pale deriva del vocablo latín palus, que significa estaca. De ahí proviene el significado figurativo de límite y, eventualmente, la frase «Tras la empalizada», también derivada del concepto de límite, era la idea de una empalizada, como una zona dentro de la cual las leyes locales eran válidas. Así como a la «Empalizada en Irlanda», el término también se aplicaba a varios otros asentamientos ingleses, como por ejemplo la Pale of Settlement («Empalizada de asentamiento»), que consistía en un área al oeste de la Rusia Imperial donde a los judíos se les permitía residir (véase: Zona de Asentamiento).

## Historia

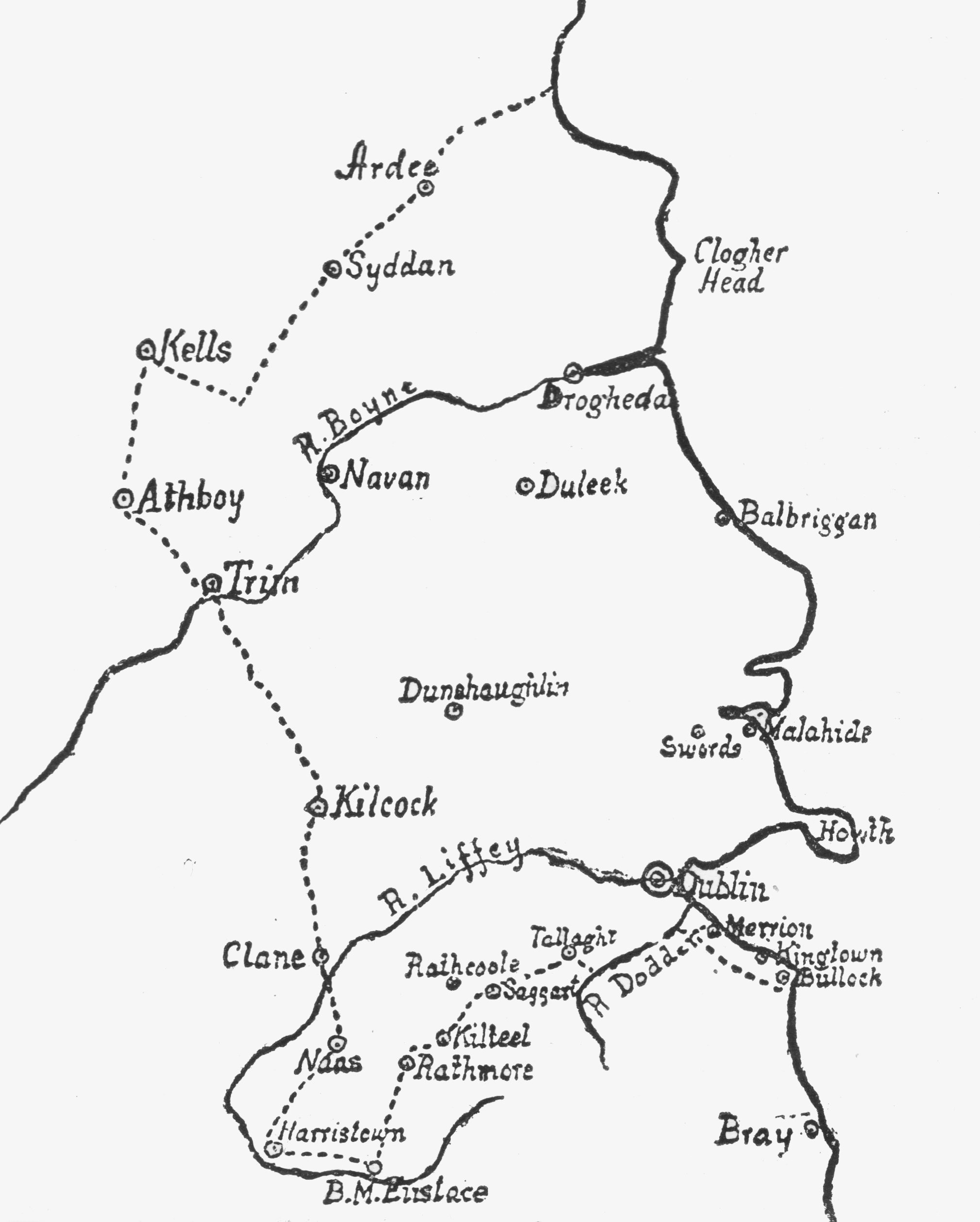
Área de La Empalizada, en 1488

La invasión normanda dirigida por Enrique II le supuso a la isla de Irlanda un tumulto de importancia, pues fue el comienzo de una larga serie de incursiones militares que mantuvo a Irlanda bajo el acoso y dominio inglés durante ocho siglos. Una vez que finalizó la invasión, iniciada en 1169, los «caballeros normandos» y sus súbditos, provenientes en su mayoría de Gales y Cornualles, asimilaron la cultura del país en la mayoría de la isla. Los «señores normandos» de las provincias desarrollaron un sistema feudal totalmente autónomo, comportándose como reyes en los territorios bajo su autoridad, y dictando sus propios códigos de leyes, tal y como habían hecho los terratenientes gaélicos anteriormente. Como excepción a dicho proceso de asimilación, el territorio alrededor de Dublín carecía de terrateniente que lo gobernara, por lo que pasó directamente bajo control de la Corona inglesa. No obstante, el poder de la misma se vio enormemente debilitado por la Guerra de los Cien Años y la Guerra de las Dos Rosas, por lo que a modo de hacer valer su autoridad sobre los colonos, en 1366 crearon un parlamento que se asentó en Drogheda, hasta que los Tudor mostraron un renovado interés de la corona por los asuntos irlandeses y lo recolocaron en Dublín, para posteriormente establecer desde él unos estatutos prohibitivos: prohibición de la exogamia entre colonos y nativos, así como el uso de la lengua irlandesa, de la adopción de vestimentas gaélicas y de otras costumbres típicas de Irlanda.  Sin embargo, la medida nunca llegó a establecerse completamente con éxito, incluso en la misma empalizada, ya que esta era la primera expansión de Dublín hacia una zona conocida como Irishtown. Posteriormente, ya en 1641, los irlandeses se alzaron contra los ingleses y llegaron a formar una red de alianzas con los terratenientes vecinos autóctonos para hacer frente a los colonizadores.

## Fortificación
La frontera consistía esencialmente en una zanja fortificada y un baluarte construido alrededor de las secciones medievales de los condados de Louth, Meath, Dublín y Kildare, dejando la mitad de Meath, la mayor parte de Kildare y el suroeste de Dublín fuera de la empalizada.
La siguiente descripción proviene de la Parroquia de Taney: Historia de Dundrum, cerca de Dublín y su vecindario.

En el periodo inmediatamente posterior al asentamiento normando se construyó la barrera, conocida como La empalizada, separando las tierras ocupadas por los colonos de las que permanecían en manos de los nativos. Esta barrera consistió en una muralla alzada unos diez o doce pies del suelo, cubierta de espinas y estacas en la parte exterior. No se construyó con la intención de mantener a los nativos fuera, sino como obstáculo que estorbase en los intentos de asalto al castillo de los colonos y así poder tener tiempo para un eventual rescate. La empalizada comenzaba en Dalkey, y continuaba hasta Southwesterly dirigiéndose a Kilternan; después se dirigía hacia el Norte pasando por Kilgobbin, en donde todavía hay un castillo. Cruzaba la parroquia de Taney hacia el Sur hasta la parte de las tierras de Balally, ahora llamadas Moreen, y de allí en dirección hacia el Oeste de Tallaght, continuando hasta Naas en el condado de Kildare. En la muralla fronteriza con Moreen todavía puede verse una pequeña torre vigía y los restos colindantes de la casa del vigilante. Desde este punto, una fogata en el faro lanzaba la señal de alarma que llegaba tan lejos como a Tallaght, en donde había un castillo importante. En el 2008 todavía puede verse una parte de la empalizada en Kildare entre Clane y el instituto Clongowes Wood en Sallins.

Dentro de sus confines, la aristocracia, gentes y comerciantes, vivían la vida sin diferencia de sus homólogos en Inglaterra, salvo que lo hacían bajo el constante temor de ser atacados por parte de los irlandeses.

## El fin de La Empalizada

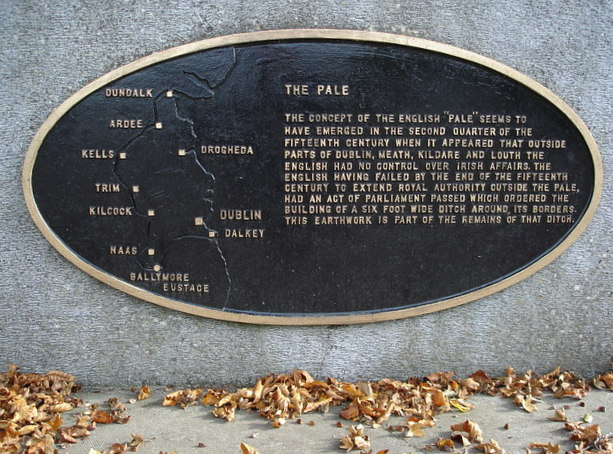
Moderna placa conmemorativa del fin de La Empalizada, cerca de Ballymore Eustace.

Finalmente, después de los siglos XVI y XVII, y especialmente después de la reforma anglicana y de la colonización del Úlster, los colonos se asimilaron gradualmente a la nación irlandesa, en gran parte debido a su relativa renuencia a renunciar al catolicismo (aquellos que se mantuvieron protestantes fueron recompensados con un estatus superior). Mantuvieron su propia versión de la lengua inglesa, la cual tenía influencias córnicas en la mayor parte. De hecho, se les unieron otros ingleses católicos que huían de la persecución de la que eran objeto por parte de la reina Isabel I y los posteriores monarcas (incluso en el siglo XIX, Leinster tenía unos pocos hablantes de gaélico). Esta prominente masa de hablantes de inglés de clase media y baja, junto con el rechazo de la clase ascendiente protestante, supuso la mayor parte del ímpetu para desplazar el habla celta de la población irlandesa.